# Ernst Kilb
Ernst Kilb (* 14. September 1896; † 6. Januar 1946 in Worms) war ein Wormser Lehrer und Lokalpolitiker (SPD).

## Leben
Kilb war ein Worms-Horchheimer Dorfschullehrer und wurde durch die Amerikanischen Besatzungsmächte zum amtierenden Bürgermeister von Worms ernannt. Er ersetzte am 21. Mai 1945, ca. zwei Wochen nach der deutschen Kapitulation, Ludwig von Heyl zu Herrnsheim. Kilb war bereits bei seiner Amtsernennung nicht gesund und starb bereits am 6. Januar 1946 nach einer schweren Erkrankung.
Der Dr.-Ernst-Kilb-Weg in Worms ist nach ihm benannt.

## Werke
- Schopenhauers Religionsphilosophie und die Religionsphilosophie des „Als-Ob“. Gießen 1925 (Hochschulschrift; Gießen, Phil. Diss., 1925)
- Der Bauernfreund. Ein deutsches Bühnenspiel in 5 Aufzügen. Heim-Verlag Dreßler, Radolfzell 1934
- Franz von Sickingen. Das Reich als Schicksal. Pfleger, Metz [1944], 5.–9. Tsd.